# Афіногенов Олександр Миколайович
Олександр Миколайович Афіногенов (рос. Александр Николаевич Афиногенов; нар. 22 березня (4 квітня) 1904, Скопин, Рязанська губернія — пом. 29 жовтня 1941, Москва) — російський радянський драматург. Автор п'єс «Дивак» (1928), «Страх» (1930), «Машенька» (1940) та інших.

## Життєпис
Батько — працівник залізниці, згодом письменник, писав під псевдонімом Н. Степной.
Член ВКП(б) з 1922 року. 1924 року закінчив Московський інститут журналістики, того самого року написав першу п'єсу. Упродовж 1927—1929 — завліт 1-го Московського робітничого театру Пролеткульту, на початку 1930-х був серед керівників РАПП (Російської асоціації пролетарських письменників). Писав теоретичні праці з театрознавства.
1934 року вибраний до президії Спілки письменників СРСР і призначений редактором часопису «Театр і драматургія» (рос. Театр и драматургия). Наприкінці 1936-го розпочинається критика та цькування Афігенова, його п'єси забороняють, а драматурга виключають із партії та Спілки письменників. Крім того, підозру могла викликати його дружина — американська комуністка, яка на початку 1930-х переїхала до Радянського Союзу. Афігенов виїхав з Москви, жив у підміському селищі Передєлкіно. У той період драматург розпочав роботу над романом «Три роки» (рос. Три года), потоваришував з Борисом Пастернарком. Реабілітований у лютому 1938 року, йому відновлено членство у ВКП(б) і СП СРСР.
Під час німецько-радянської війни очолював Літературний відділ Радінформбюро, у серпні ночами працював над п'єсою «Напередодні» (рос. Накануне), якій судилося стати його останнім твором. Восени Інформбюро евакуйовано до Куйбишева. Нагло ухвалене рішення відрядити драматурга разом із дружиною до США для агітування за відкриття другого фронту, а Афігенов перед подорожжю до Америки хотів забрати з Москви деякі необхідні документи. Він прилетів до столиці о 18:00, близько 19:00 зайшов до свого кабінету на Старій площі. Через кілька хвилин розпочався німецький авіаналіт — Афігенова вбило осколком бомби, яка вибухнула біля будинку. Так само трагічно загинула дружина драматурга — 1948 року під час пожежі на пароплаві, яким вона пливла зі США до СРСР. Їй було 43 роки.

## Творчість
Загалом написав 26 п'єс, але не всі вони опубліковані.
Ранні твори агітаційні й написані під впливом Пролеткульту. «Малинове варення» (1926), наприклад, описували як «комуністичну драму зі злодіями-буржуями». П'єса «Дивак» (1928) — вже якісніший твір, реалістичний і психологічний, сатирично показує бюрократію, протекціонізм та антисемітизм. Успіхом користувався «Страх» (1931), хоча перший варіант п'єси був заборонений. «Страх» присвячений темі формування радянської інтелігенції та тому, як стара інтелігенція вливається в нову систему. «Далеке» (1935) присвячене повсякденній праці радянських людей. Афіноегенов створив драми: романтичну («Салют, Іспаніє!»), психологічну («Мати своїх дітей»), історикореволюційну («Москва, Кремль»). Найпопулярніша п'єса — лірична комедія «Машенька» (1940). П'єси Афіногенова поставлені на сцені багатьох українських театрів.
- Пьесы. М.., 1956;
- Статьи, дневники, письма. М., 1957;
- Укр. перекл.
  - Машенька. К., 1953;
  - Далеке. К., 1955.